# San Nicolò d'Arcidano
San Nicolò d'Arcidano är en ort och kommun i provinsen Oristano i regionen Sardinien i Italien. Kommunen hade 2 630 invånare (2017).